# یواس‌اس اسکافل (ای‌ام-۲۹۸)
یواس‌اس اسکافل (ای‌ام-۲۹۸) (به انگلیسی: USS Scuffle (AM-298)) یک کشتی بود که طول آن ۱۸۴ فوت ۶ اینچ (۵۶٫۲۴ متر) بود. این کشتی در سال ۱۹۴۳ ساخته شد.